# Segon Govern d'Espanya durant la dictadura franquista

Escut de l'estat espanyol

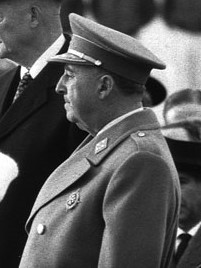
Francisco Franco, cap de l'Estat

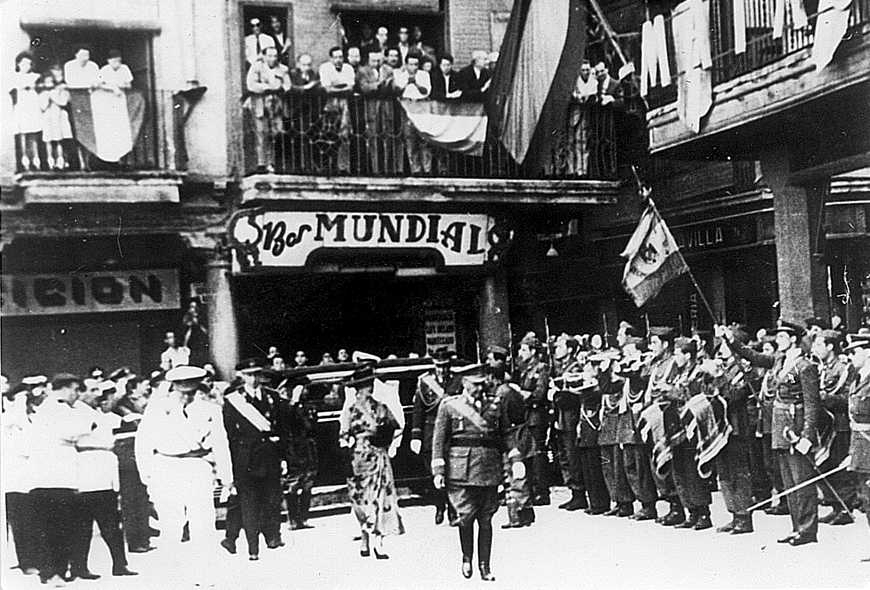
Visita de Franco a Reus, 1940

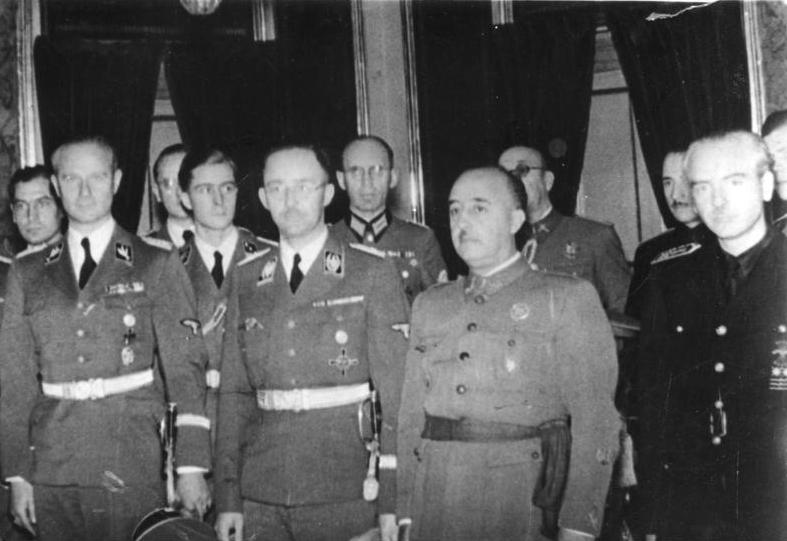
Franco amb Himmler, 1940

El Segon Govern d'Espanya durant la dictadura franquista va ser el Govern d'Espanya que es va constituir durant la dictadura de Francisco Franco, presidit per aquest, el dia 9 d'agost de 1939 a la ciutat de Burgos, una vegada acabada la Guerra Civil Espanyola i tres setmanes abans de l'inici de la Segona Guerra Mundial.

## Història
L'endemà de la promulgació de la Llei de Reorganització de l'Administració Central de l'Estat, el general Franco, que va continuar conjuminant la Prefectura de l'Estat i la presidència del govern, nomenava el seu segon govern, de nou integrat per personalitats de totes les «famílies» polítiques de la coalició dretana vencedora en la guerra civil però amb la «influència determinant» dels feixistes de Falange, ja que el «home fort» del govern era el «cuñadísimo» Ramón Serrano Suñer, que acabava de ser nomenat pel Generalísimo Cap de la Junta Política de FET y de las JONS i que a més ocupava la cartera de la Governació, el Ministeri clau, ja que des d'ell controlava tota la premsa i l'aparell de propaganda.
Els falangistes van augmentar els seus ministeris de dos a cinc, tres d'ells militars —el coronel Juan Luis Beigbeder Atienza, ministre d'afers exteriors; el general Agustín Muñoz Grandes, secretari general del partit únic FET y de las JONS; el general Juan Yagüe, ministre de l'Aire. Altres tres militars ocupaven la Sotssecretaria de la Presidència, que va substituir al lloc suprimit de vicepresident, i els ministeris de l'Exèrcit i de la Marina. El carlista Esteban de Bilbao Eguía va ser nomenat ministre de Justícia, i a ell se li va atribuir la idea de posar en les monedes la frase Franco, Cabdill d'Espanya per la gràcia de Déu. L'enginyer Alfonso Peña Boeuf, al capdavant d'Obres Públiques, fou l'únic ministre que va seguir del primer govern, juntament amb Serrano Suñer. «Això va contribuir a confirmar la impressió que es tenia que Serrano s'estava consolidant com a home fort del règim».
Per assegurar la coordinació dels ministeris militars, es va crear el càrrec de Cap de l'Alt Estat Major, que va ser ocupat pel general Juan Vigón Suero-Díaz, i la Junta de Defensa, que estaria formada pels ministres de l'Exèrcit, de Marina i de l'Aire, juntament amb els seus respectius Caps d'Estat Major, més el Cap de l'Alt Estat Major, i que presidiria el Generalísimo Franco. A la Junta es podrien incorporar els ministres d'Afers exteriors i d'Indústria i Comerç, si l'assumpte a tractar així ho requeria. En aquell moment l'Exèrcit espanyol mantenia en servei actiu prop de mig milió d'homes.

## Composició
El govern estava integrat per 14 ministres. En ell, només hi havia dos vells falangistes: Yagüe, militar, i Rafael Sánchez Mazas, de tendència monàrquica. Van augmentar els neo-falangistes de Ramón Serrano Suñer, procedents de la CEDA, mentre que el grup més nodrit estava format per militars. Encara que per Serrano aquest govern es va distingir per la seva tendència a la unitat falangista, per a Ricardo de la Cierva aquesta apreciació no és certa, ja que el general Franco en tots els seus governs sempre va voler reflectir el conjunt de tendències polítiques que s'havien integrat en el seu règim des de l'inici de la Guerra Civil.
Franco va suprimir el càrrec de Vicepresident, com subratllant que una vegada acabada la guerra podia exercir directament la presidència, tal com succeiria fins a 1973.
Els seus integrants eren:
- Ramón Serrano Suñer continua en Governació, cartera que comprenia les tasques de premsa i propaganda. Quan ocupi el ministeri d'afers exteriors serà substituït per Valentín Galarza Morante.
- Alfonso Peña Boeuf, competent tècnic i reconegut monàrquic, continua en Obres Públiques.
- El coronel Juan Luis Beigbeder Atienza ocupa la cartera d'Exteriors substituint Gómez Jordana. L'octubre de 1940 serà substituït per Ramón Serrano Suñer
- La cartera de Justícia correspon a Esteban de Bilbao Eguía, carlista, antic col·laborador de Miguel Primo de Rivera.
- La cartera d'Hisenda queda en mans de José Larraz López.
- La d'Agricultura i Treball, per a Joaquín Benjumea Burín
- La d'Industria i Comerç, per a Luis Alarcón de la Lastra, que serà substituït l'octubre de 1940 per Demetrio Carceller Segura.
- La d'Educació per a José Ibáñez Martín
- Ministre Secretari General del Moviment Agustín Muñoz Grandes
- Com a ministres sense cartera Pedro Gamero del Castillo i Rafael Sánchez Mazas (cessat l'agost de 1940, sense substitut)

El Ministeri de Defensa va quedar desdoblegat en tres ministeris militars:
- D'Aire s'encarrega el general Juan Yagüe Blanco, substituït més tard per Juan Vigón Suero-Díaz.
- De Exèrcit el general José Enrique Varela Iglesias, de conviccions monàrquiques i tradicionalistes, enemic de Serrano i aliè a Falange.
- De Marina el llorejat almirall Salvador Moreno Fernández, que havia estat segon del també almirall Cervera en l'Estat Major de l'Armada.

## Valoració
Segons Paul Preston, el canvi de govern va respondre a la «canviant situació internacional». Així els dos canvis més significatius van ser la substitució de l'anglòfil Gómez Jordana pel llavors fervent defensor de l'Eix coronel Juan Luis Beigbeder Atienza, que «compartia els somnis marroquins de Franco», i l'entrada en el gabinet del general falangista Juan Yagüe Blanco, que havia acompanyat a la Legió Còndor en el seu viatge de retorn a Berlín i que durant la seva estada de dos mesos a Alemanya havia desenvolupat «una irrefrenable admiració per la política social nazi, per la Wehrmacht i encara més per la Luftwaffe». Tots dos nomenaments van ser suggerits per Serrano Suñer. D'altra banda, Preston relativitza la importància del canvi de govern doncs «el gabinet no era més que un club de debats» i «Franco conservava fermament a les seves mans la direcció suprema de la política» i especialment la política exterior.